# Friedrich Rudolph Schäffer
Friedrich Rudolph Schäffer, Selbstschreibung meist Schaeffer, (* 25. November 1690 im Fürstentum Minden; † 3. September 1748 in Halle (Saale)) war ein deutscher Beamter und Rittergutsbesitzer. Er war preußischer Kriegs- und Domänenrat sowie Steuerrat und Stadtpräsident (Oberbürgermeister) in der Stadt Halle. Ferner war er Erb-, Lehn- und Gerichtsherr auf Lössen und Zöllschen.

## Leben
Er war der Sohn von Christoph Daniel Schäfer, der als Sekretär bei der Regierung in Minden arbeitete. Seine Mutter war Agnesa geborene von der Hoya auf Bellhorst. 
Ab 1707 studierte Schäffer an der Universität Halle Rechtswissenschaften. Nach dem Studienende wurde er Kriegsrat und zugleich Steuerrat im Saalkreis sowie Stadtpräsident von Halle. Als Letzterer wurde er unmittelbar vom preußischen König ernannt und erhielt ein Gehalt von jährlich 400 Talern aus der Stadtkämmerei von Halle.
Für 19.240 Reichstaler ersteigerte Friedrich Rudolph Schäffer im Jahre 1736 das verschuldete Rittergut Lössen im Hochstift Merseburg mit dem zugehörigen Eichholz, das er mit seiner Ehefrau Christiana Sophia geb. Oeckel (* 4. März 1700), Tochter des Halleschen Pfänners Johann Oeckel, fortan bewohnte. Aus der gemeinsamen Ehe gingen keine Kinder hervor, so dass das gesamte Vermögen 1748 an seine Ehefrau fiel, die in zweiter Ehe um 1750 den geschiedenen kursächsischen Kammerherrn  Caspar von Schönberg auf Gelenau und Thum, Ritter des St. Annenordens heiratete. Kurz darauf wurde sie gemütskrank. Trotzdem überlebte sie ihren Ehemann und starb erst am 18. September 1772 auf dem Rittergut Lössen, wohin sie von Gelenau aus zurückgezogen war. Sie hinterließ zwei Halbschwestern als Erbinnen des Rittergutes Lössen.
Sein Leichnam wurde am 7. September 1748 in der Kirche zu Lössen beigesetzt.